# أوبيتو أوتشيها
أوبيتو أوتشيها (باليابانية: うちはオビト) هي شخصية خيالية في انمي ناروتو، كان يعتقد أنّه قد لقى حتفه خلال حرب النينجا العظمى الثالثة، ينتمي أوبيتو لعشيرة الأوتشيها وفي لحظاته الأخيرة أعطى لزميله في الفريق كاكاشي هاتاكي عين الشارينغان كهدية لترقيته لرتبة جونين، بعدها أنقذ من قبل أوتشيها مادارا، تأثر أوبيتو كثيرا إثر فقدانه لزميلته في الفريق رين نوهارا بعدما تم خداعه بواسطة مادارا الذي أدخله في تقنية خاصة به «الوهم» (الغينجتسو) فأرسل له زيتسو الأبيض ليجعله يرى صديقه كاكاشي النينجا الناسخ يقتل حبيبته رين، لكن في الحقيقة قتل رين كان رغبة منها لتحمي قرية كونوها من وحش البيجو داخلها، وتم قتلها بتقنية التشيدوري (البرق) الخاصة بـكاكاشي. صعق أوبيتو بهذا المشهد ففعل المانغيكيو شارينغان الخاصة به وقتل جميع أعضاء الإنبو إلا صديقه كاكاشي، فقرر أن يتبع خطى مادارا الذي وعده بعالم ٫حيث يمكن لرين أن تعيش من جديد، أصبح بعدها أحد عناصر الأكاتسكي وعرف آنذاك باسم «توبي»، أعلن توبي بدء حرب النينجا العظمى الرابعة خلال اجتماع الكاجي الرابع لمواجهة خطر الأكاتسكي وهناك أنقذ أوبيتوساسكي أوتيشها من الموت، وإدعى أنه مادارا كما أن شخصيته لعبت دوراً هاماً في الأحداث التي وقعت في قرية كونوها يوم ميلاد ناروتو، ويعتبر أساس قصة ناروتو فلولاه لما أقيمت حرب النينجا الرابعة.

## الطفولة والانتماء
أوبيتو أحد رفاق كاكاشي في الفريق، وعمره 13 سنة حين تدرب وأدّى مهامه مع فريق ميناتو الذي يتكون من أوتشيها أوبيتو وكاكاشي هاتاكي ورين نوهارا بقيادة ميناتو ناميكازي الذي أصبح الهوكاجي الرابع، وأوبيتو يشبه جدا ناروتو أوزوماكي
على الرغم من أنه من عشيرة الأوتشيها التي كانت ماهرة في القتال إلا أنّ مهاراته في النينجا لم تكن رائعة عملياً، وهو يظهر أحيانا بمظهر المستميت لإثبات أنه نينجا جدير، في الغالب غير محترم من أقرانه ومدرسيه على حد سواء.
ولكنه مستعد لوضع حياته على المحك لإنقاذ أصدقائه بدون تردد، أوبيتو وبما أنه من عشيرة الأوتشيها فهو يملك الشارينغان، تخرج من أكاديمية النينجا في التاسعة وأصبح تشونين في الحادية عشرة من عمره.

## الظهور الأول
ظهر أوبيتو لأول مرة وهو يركض مسرعا ليلتقي بفريقه، لكنه وصل متأخرا وتلقى توبيخاً من كاكاشي، بعد ذلك يعلن ميناتو بأن كاكاشي قد أصبح جونين، وبأنه أيضاً سيصبح المسؤول عن رين وأوبيتو، بينما هو سيدعم قوات الدفاع على حدود كونوها، بعدها تقوم رين بتذكير أوبيتو بأنه يحتاج أن يقدم هدية لـكاكاشي، لكن كاكاشي قال بأنه لا يريد هدية أوبيتو لأنها ستكون عديمة القيمة، استلم بعد ذلك الفريق مهمته وهي تدمير جسر معونات لمنع قرية الصخرة من اجتياح قرية العشب.
خلال المواجهة الأولى مع العدو، تجمد أوبيتو في مكانه ولم يستطع التحرك، مما دفع ميناتو للقضاء على العدو بنفسه وأخبر كاكاشي أن العمل الجماعي أهم شيء، حاول أوبيتو أن يؤكد على ذلك لكن طلب منه أن يتمالك نفسه حتى يستطيع تقديم الدعم أثناء المعركة، شعر أوبيتو بالنقص لكن ميناتو تكلم معه حول كاكاشي وأخبره بقصته.
في اليوم التالي ميناتو انفصل عن الفريق مؤقتاً تاركا كاكاشي ورين وأوبيتو وحدهما، قاما اثنان من نينجا الصخر بإيقاعهم في فخ واختطفو رين.
قال كاكاشي أن اكمال المهمة يأتي أولاً، ولكن أوبيتو لم يقبل ترك رين خلفه، وأنه يريد إنقاذها فذهب وترك كاكاشي، وبعدما فكر كاكاشي بما قاله له أوبيتو ترك أمر المهمة وإنطلق ورائه.

بعد أن وصل أوبيتو إلى المكان المحتجزة فيه رين هجم عليه نينجا الصخر من خلفه, لكن كاكاشي تدخل لإنقاذه في الوقت المناسب، أخفى أحد النينجا نفسه وفقد كاكاشي عينه اليسرى, أثناء إنقاذه لأوبيتو من هجوم آخر، أدرك أوبيتو ضعفه وفكر بكلمات كاكاشي, ما فعل الشارينغان لديه، وتمكنه من رؤية وقتل النينجا، وبعد أن أنقذا رين قام نينجا صخر ثالث بجعل الكهف ينهار، وعلق أوبيتو تحت عدة صخور بعدما أنقذ كاكاشي، وعندما ذهب كاكاشي إلى زميله الذي كان يحتضر، تأكيدا على صداقتهما أعطى أوبيتو عينه اليسرى لكاكاشي لحصوله على رتبة جونين (كان أوبيتو هو الوحيد الذي لم يجلب لكاكاشي هدية), هذه هي كلمات أوبيتو قبل أن يموت:- 
«أنا حتما سأموت لكن أستطيع أن أكون عينك ومن الآن فصاعدا سأرى المستقبل» أوتشيها اوبيتو 
بعد أن تغلب كاكاشي على النينجا تهدم الكهف كليا عند وصول تعزيزات العدو، ومات أوبيتو مدركا أنه أخيرا أصبح صديقا لكاكاشي ولم يتمكن من إخبار رين بأنه أحبها.
عادة كاكاشي في أن يصل متأخرا يبدو أنه أخذها من أوبيتو لأن أوبيتو غالباً ما يصل متأخرا وغير مهتم بالقوانين، متوجها إلى علاقة صعبة بينه وبين كاكاشي، بينما اعتقد كاكاشي أن القوانين كانت كل شيء عندما كان زميلا لأوبيتو.
أوبيتو آمن أن التحكم بالنفس والاهتمام بالأصدقاء أكثر أهمية وكان دائما يعاني من الشك بنفسه، وكان يفتخر بأنه يستطيع التغلب على كاكاشي حالما يوقظ الشارينغان، أوبيتو كان يُكن مشاعر حب لـرين لكنه لم يستطع أن يقول لها لكن في المانجا يبدو أن رين أدركت هذا.
بكونه تشونين أوبيتو كان محترفا في كل مبادئ النينجا وبما أنه من عشيرة الأوتشيها فهو متمكن من استخدام كرة النار العملاقة ومبادئ عنصر النار
بعد تفعيل الشارينغان أدرك أوبيتو أنه قادر على إضافة القوة الجديدة واستعمالها في المعركة.

## الحالة الجسدية
جسمه قصير يرتدي قناع تزلج مع عدسة ذات لونٍ برتقالي، وبنطال وجاكت بلون أزرق غامق، شعره يشبه شعر ناروتو لكن بلون أسود. مقولة كاكاشي «الأشخاص الذين لا يحترمون القوانين ويخفقون في إتباعها هم حثالة، لكن من لا يهتم بمساعدة زملائهم هم أسوَأ من الحثالة» هي بالأصل لأوبيتو. كاكاشي يتأخر دائمًا؛ لأنه يزور الصخرة التذكارية كل يوم ليظهر احترامه لأوبيتو. يقول كاكاشي أنه عندما يذهب باكرا لزيارة أوبيتو يستطيع التفكير بندمه بشكل أكبر اعتقد أن أوبيتو هو توبي لأن قناع توبي لم يظهر إلا الشارينغان في عينه اليمنى وكاكاشي في عينه اليسرى، والاسمان متشابهان فتوبي يقترب من الاسم أوبيتو، ومع الاستخدام لنفس الأحرف تقريبا، لكن توبي اعترف أنه أوتشيها مادارا مما أثبت عدم صحة هذا الشك.
أوبيتو يشابه ناروتو بطريقة ما، فالاثنين كانا في البداية مهرجين متشوقين للفت الانتباه ويقومان بكل ما يستطيعان لمساعدة زملائهم ونيل احترامهما (كاكاشي وساسكي)، الاثنين أحبا زميلتهما في الفريق (رين وساكورا) اللتان أحبتا كاكاشي وساسكي بعد أن فقد كاكاشي عينه اليسرى، تحطم جسد أوبيتو من الجهة اليمنى مما ترك عين أوبيتو اليسرى لتتلاءم مع جسم كاكاشي الذي قام بزرعها.